# Burg Bredevoort
Burg Bredevoort ist eine abgegangene Burg im Herzen der Stadt Bredevoort. Sie war Zentrum der ehemaligen Herrlichkeit Bredevoort in den Niederlanden.
Ein genaues Baudatum ist unbekannt, aber um 1188 war die Burg auf einer Liste von Gütern von Kurköln benannt. 1238 kam die Burg durch Erbschaft in den Besitz der Grafen von Lohn und der Herren von Steinfurt. Hermann I. von Lohn und Ludolf von Steinfurt ließen das Kastell bedeutend verstärken, und unter Hermann II. von Lohn wurde das Bett der Boven-Schlinge nach Bredevoort verlegt, um die Wassergräben der Burg zu fluten. 1246 und 1255 trugen die Lohner ihren Anteil an der Burg sowie einige im Achterhoek gelegene Pfarreien dem geldrischen Grafen Otto II. zum Lehen auf.
1278 nahm Hermann II. den Grafen Engelbert I. von der Mark gefangen und setzte ihn auf Burg Bredevoort fest, wo dieser nach 16 Tagen Haft verstarb. Daraufhin belagerte und zerstörte sein Sohn Eberhard II. von der Mark die Festung, erzwang die Herausgabe des Leichnams seines Vaters und ließ ihn im Kloster Cappenberg beisetzen.
Als 1284 Balduin von Steinfurt seinen Anteil an Burg Bredevoort an das Hochstift Münster verkaufte, waren der Graf von Geldern und der Bischof von Münster zu gleichen Teilen Herren auf Bredevoort geworden. Damit war die Grundlage für die große Bredevoorter Fehde gelegt, die nach dem Tode Hermanns II. von Lohn im Jahr 1316 kriegerische Handlungen über das Westmünsterland hereinbrechen ließ. Die Fehde wurde erst 1326 mit dem Friedensschluss von Wesel beigelegt. Seither waren die Grafen von Geldern die alleinigen Herren auf Burg Bredevoort.
Burg Bredevoort war eine der wichtigsten Burgen von Geldern und wurde durch die Pulverturm-Katastrophe im Jahre 1646 zerstört.